# ロックンロール
ロックンロール（Rock and Roll, Rock ’n’  Roll）は、1950年代半ばに現れたアメリカの大衆音楽スタイルの呼称である。語源については、古くからアメリカ英語の黒人スラングで「揺れて転がる」すなわち「性交」及び「交合」の意味もあり、1950年代はじめには「バカ騒ぎ」や「ダンス」という意味もあった。これを一般的に広め定着させたのは、DJのアラン・フリードであった。
1960年代半ば以降には「ロック」という呼び方が一般化し、「ロックンロール」と呼ぶことは少なくなった。一方で、「ロックンロール」と「ロック」は別の物として使われることがある。1960年代半ばには、ロックンロールが進化して抽象的、芸術的なものも生まれ、新たなサウンドが登場し、それらの総称として「ロック」という言葉が使われるようになった。

## 概要
ロックンロールは、アメリカの白人のカントリー・ミュージックと黒人のブルース、黒人霊歌を結合したものとも、リズム・アンド・ブルースを白人化したものとも言われている。ロックンロール第1号がどの曲かということは、しばしば議論の対象となってきた。
1974年に小学館から発売された『ジャポニカ万有百科大事典』（全21巻+別巻3巻）の第3巻 (音楽・演劇)の「ロックンロール」の項には「フォーク・ロック・サザンロックなどさまざまな姿を変えながら、現代ポピュラー音楽のひとつの主流になっているロックンロール。もうすっかり生活に溶け込んでいる言葉ですが、生まれたのはまだ最近のこと。1954年に白人コーラスグループ・クルー・カッツが大ヒットさせた『シュブーン』がその始まりといわれています。しかし何といってもロックンロールを世界中に流行させたのは、1955年の映画『暴力教室』で『ロック・アラウンド・ザ・クロック』をヒットさせたビル・ヘイリー、そして1956年『ハートブレイク・ホテル』で全世界のアイドルになったエルヴィス・プレスリーの二人。このあとにリッキー・ネルソンやポール・アンカなどのロック歌手がぞくぞく登場したのです」などと書かれている。

## 楽器編成
ロックンロールの楽器編成は、エレクトリックギター、サックス、エレクトリックベース、ドラムスという構成が代表的である。ジェリー・リー・ルイスやリトル・リチャードらのようにピアノを主体にする例、プレスリーやエディ・コクランがときおり見せたようなエレクトリックギターの代わりにアコースティック・ギターを使う例、ロカビリーの一部のように、エレクトリックベースの代わりにアコースティック・ベース（ウッド・ベース、アップライト・ベース）を使う例など多彩である。
尚、主に白人ミュージシャンによるロックンロールの中で、特にカントリー・アンド・ウェスタンの要素が強くビートを強調したものをロカビリーと呼ぶ。

## 詳細・起源
ロックンロールは、元々はリトル・リチャード、チャック・ベリー、ファッツ・ドミノらと、エルヴィス・プレスリー、ビル・ヘイリーらのロカビリーなどの音楽を指した。ロックンロールがいつ頃から始まったかについては諸説がある。一説として「ロックンロール」という語は1951年前後にディスクジョッキーのアラン・フリードが「マイ・ベイビー・ロックス・ミー・ウィズ・ワン・ステディ・ロール」（トリクシー・スミス）という曲の歌詞から思いつき、「ムーンドッグロックンロール・パーティ」というラジオ番組をはじめた、というものもある。
エルヴィス・プレスリーなど、カントリーをルーツに持つ南部・中西部の白人が中心だったロカビリーは白人労働者のファンが多く、チャック・ベリーに代表されるロックンロールのファンにはティーンエイジャーが多かった。
その後、白人であるビル・ヘイリー、エルヴィス・プレスリー、ジェリー・リー・ルイスらの成功によってロックンロールは「白人の音楽」と見られるようになった。腰を振り、挑発的にパフォーマンスするエルヴィスの登場は保守的な50年代には衝撃的であり、ジョン・レノンは「エルヴィス以前には何もなかった」と証言している。
初期のロックンロールの楽曲はオーティス・ブラックウェルらのプロの作曲家か、ブルース、カントリー、R&Bのカヴァー、シンガー自身による自作自演などだった。
音楽出版社の多くは、ブロードウェイのブリル・ビルディングという建物に入居していた為、その“ブリル・ビルディング・サウンド”と呼ばれることもあった。ブリル・ビルディング・サウンドはポップスの歌手・作曲家分業システムであり、ロックンロールの歴史で重要なチームは、「ハウンドドッグ」「カンサスシティ」「ヤケティ・ヤック」「ラヴ・ポーションNO.9」を作曲したジェリー・リーバーとマイク・ストーラーぐらいだった。
一般的には、1950年代半ばに発表された、ビル・ヘイリーの『ロック・アラウンド・ザ・クロック』、エルヴィス・プレスリーの『ハートブレイク・ホテル』などが、ロックンロールの初期の例として挙げられることが多い。
通常、白人のロカビリーに、黒人のロックンロールを加えたジャンル全体をロックンロールとしており、チャック・ベリーの『ロール・オーヴァー・ベートーヴェン』や『ジョニー・B.グッド』などが含まれる。

## ロックンロールからロックへ
1950年代末から早くも、黒人音楽をルーツに持つロックンロールがラジオ、テレビで演奏される事を嫌悪した白人の日曜説教師や保守派政治家、キリスト教宣教師のビリー・グラハムによるロックンロール批判が巻き起こった。同時にエルヴィス・プレスリーとトム・パーカー大佐の関係に見られるような「ロックンロールの商業化」とあわせ、主要ミュージシャンが徴兵・事故死・服役などで次々とシーンを去ったことから、ロックンロールは次第にその勢いを失っていった。以下はこの時期に起きた出来事である。
- 1957年末 - オーストラリア公演に向かっていたリトル・リチャードは、移動中の太平洋上で、炎上し始めたエンジンを窓から目撃し、願いがかなったら神職につくと、搭乗機の無事を祈った。無事シドニーに到着したリチャードは突如引退し、神学校に入学して牧師となった[18]（後に復帰）。
- 1958年3月 - エルヴィス・プレスリーが陸軍に入隊する[19]（1960年3月満期除隊）。
- 1958年5月 - イギリスツアーを予定していたジェリー・リー・ルイスの妻が13歳だった事が現地で問題化してツアーが中止となった。当時の米国では合法であったものの、前妻との離婚が未成立だった事が発覚し重婚罪として本国でも問題化、一時追放[19]（後に復帰）。
- 1958年末 - それまで合法的な慣例とされていた「宣伝料を支払って放送してもらう」ペイオラが、突如不道徳･反倫理的として糾弾され翌年には非合法化、遡及的にアラン・フリードら人気DJが追放された。
- 1959年2月 - バディ・ホリー、リッチー・ヴァレンス、ビッグ・ボッパーが飛行機墜落事故で死亡（音楽が死んだ日）[20]。
- 1959年12月 - 14歳の少女を不法に州境を越えて連れ回した疑いでチャック・ベリーが逮捕される（1962年から2年間服役）[18]。
- 1960年4月 - イギリスツアー中だったエディ・コクランが移動中の自動車事故で死亡、同乗のジーン・ヴィンセントも重傷を負い後遺症が残る[18]。

ペイオラ・スキャンダルで大物DJが大量にマイクの前から消える中、駆出しのDJとして関与していたディック・クラークらは当局やレコード会社との取引によって追放を免れ、これを機に大人からも容認される比較的健全な曲を掛ける方向に転向した。日本でロックンロールと勘違いされることが多いポール・アンカ、ニール・セダカ、デル・シャノンや、ジーン・ピットニー、ボビー・ヴィーらも含め、毒気の少ない歌手の音楽、白人・黒人のガール・グループ等、「健全」な音楽が放送され、ブリティッシュ・インヴェイジョンまで、一時的な停滞があったとする見方もある。
一方イギリスでは、これらのロックンロールやブルース、R&Bに影響を受けたミュージシャンが登場し始めた。ロックンロール/ロックの主要な舞台はイギリスに移り、ビートルズ、ローリング・ストーンズ、ザ・フー、キンクス、アニマルズなどに受け継がれていくこととなる。

## 主なアーティスト
- チャック・ベリー
- リトル・リチャード
- エルヴィス・プレスリー
- ジェリー・リー・ルイス
- ビル・ヘイリー
- ロイ・オービソン
- ボ・ディドリー
- ファッツ・ドミノ
- バディ・ホリー
- ジーン・ヴィンセント
- エディ・コクラン
- カール・パーキンス
- ボビー・ヴィー
- オーティス・ブラックウェル
- リッチー・バレンス
- フランキー・フォード
- ソニー・バージェス
- ダニー&ザ・ジュニアーズ
- ジョーイ・ディー&ザ・スターライターズ
- フレディ・キャノン